# Carl Braden
Carl Braden (New Albany, 24 giugno 1914 – Louisville, 8 febbraio 1975) è stato un attivista statunitense.

## Biografia
Era un sindacalista di sinistra e un attivista per la giustizia sociale. Lavorò per il Louisville Herald-Post, il Cincinnati Enquirer (1937-1945) ed il Louisville Times. Scrisse anche per altri servizi stampa tra cui l'Harlan Daily Enterprise, il Knoxville Journal, il New York Daily News insieme al Chicago Tribune, il St. Louis Globe-Democrat e Newsweek.
Nel 1948, mentre lavorava come reporter in Kentucky, incontrò e sposò la collega giornalista Anne Gambrell McCarty. I Braden ebbero tre figli: James, nato nel 1951, Rhodes Scholar del 1972, laureato in Legge ad Harvard (precedendo Barack Obama come direttore della Harvard Law Review) e giudice per oltre 25 anni a San Francisco, in California; Elizabeth, nata nel 1960, insegnante in Paesi di tutto il mondo e nelle zone rurali dell'Etiopia dal 2006; Anita, nata nel 1953 e morta di una malattia polmonare grave all'età di 11 anni.
Dopo la morte del marito Carl, avvenuta nel 1975, Anne rimase tra gli attivisti antirazzisti bianchi più di spicco in tutta la nazione. Istigò la formazione di una nuova generazione multirazziale regionale e guidò diverse associazioni, tra cui il Comitato per l'Economia e la Giustizia Sociale del Sud, combattendo anche per questioni ambientali. Divenne una voce fondamentale anche in rivolte anti-nucleari, a sostegno dell donne e di vari altri movimenti che spuntarono negli anni Ottanta.

### Morte
Carl morì l'8 febbraio 1975 ed è seppellito nel cimitero di Eminence in Kentucky.

## Il caso "Wade"
Nel 1954, gli Wade, una famiglia afroamericana che conosceva i Braden attraverso la loro associazione, si avvicinò ad essi con una proposta che avrebbe drasticamente sconvolto la vita di tutte le persone coinvolte. Come molti altri americani dopo la Seconda guerra mondiale, Andrew Wade volle comprare una casa in un quartiere di periferia. A causa delle pratiche abitative scritte da Jim Crow, gli Wade trascorsero svariati mesi infruttuosi alla ricerca di una casa in cui vivere per conto proprio. I Braden, che non esitarono mai a dimostrare il loro sostegno alla comunità afroamericana, accettarono di comprare una casa a nome dei Wade. Il 15 maggio 1954, Andrew Wade e sua moglie Charlotte trascorsero la loro prima notte nella nuova casa nel sobborgo di Louisville, un posto noto come Shively, in Kentucky. Dopo aver scoperto che delle persone di colore si erano appena trasferite in quella casa, ritenuta di proprietà di bianchi, alcuni vicini bianchi bruciarono una croce davanti alla casa, spararono alle finestre e condannarono i Braden per aver comprato l'abitazione per dei neri. L'esplosione avvenne poco dopo la mezzanotte del 27 giugno 1954. È plausibile che questo gesto repentino sia stato alimentato, in parte, dalla sentenza della Corte Suprema degli Stati Uniti che condannava la segregazione scolastica, dopo le vicende del caso Brown v. Board of Education, al vaglio qualche settimana prima dell'accaduto. Sei settimane dopo, le tensioni nella comunità locale si accrebbero e qualcuno mise della dinamite per far saltare in aria la casa di Andrew Wade, fortunatamente mentre lui e la moglie erano fuori. Nonostante l'attentato sia stato imputato a Vernon Bown, tra l'altro collega di Wade e dei Braden, gli effettivi responsabili non sono mai stati cercati né processati, a testimonianza dello scarso interesse della giustizia locale verso casi di persone afroamericane.
Questo calvario fu interessato anche dal maccartismo. I Braden ed altri cinque bianchi furono accusati di aver voluto avviare una guerra razziale. Furono persino accusati di aver fatto saltare in aria loro stessi la casa, come casus belli per rovesciare il governo del Kentucky.  Nel periodo del maccartismo era assai facile essere presi di mira dal governo e dichiarati comunisti: gli Stati Uniti, che temevano lo scontro con l'Unione Sovietica nel pieno della Guerra fredda, condannavano aspramente chiunque fosse giudicato comunista. In particolare, Carl Braden fu accusato di essere un combina-guai comunista e fu condannato a scontare 15 anni di carcere, ma rimase in cella solo per otto mesi. La Corte Suprema stabilì, circa un anno dopo, che il signor Braden dovesse essere scagionato. Tutte le accuse contro di lui e la moglie caddero perché la Corte affermò che la sedizione era un crimine federale e non statale. I Wade poterono trasferirsi di nuovo a Louisville, non senza problemi.

## Iniziale attivismo
Nel 1948, Carl e sua moglie Anne parteciparono alla campagna elettorale di Henry Wallace per il Partito Progressista. Poco dopo la sconfitta di quest'ultimo, lasciarono il giornalismo di massa per applicare il loro talento da scrittori alle questioni sociali, specialmente in sintonia con l'ala sinistra ed interrazziale del movimento laburista.

## Successivo attivismo
I Braden furono diffidati da qualsiasi impiego pubblico in Kentucky. Trovarono un nuovo lavoro come organizzatori per alcune manifestazioni e veicolarono la loro "fama" attraverso il The Southern Patriot ed altri piccoli pamphlet per sensibilizzare l'opinione pubblica sui diritti civili. I Braden furono lodati da varie associazioni studentesche e giovanili degli anni Sessanta e per molto furono considerati validi alleati bianchi.
La Southern Christian Leadership Conference, il 30 aprile 1961, tenne una conferenza per onorare Frank Wilkinson e Carl Braden, il giorno prima che andassero in prigione con l'accusa di aver "commesso attività antiamericane". Anche Martin Luther King e James Dombrowski erano presenti alla cerimonia.